# Colmán mac Diarmato
Colmán mac Diarmato (mort vers 587) est un roi irlandais fils de Diarmait mac Cerbaill. Les premières sources et leurs anciennes interprétations distinguent deux fils homonymes de Diarmait, Colmán Bec (Colmán le Jeune) et Colmán Már (Colmán l'Ainé), on estime désormais que seul Colmán Bec est un personnage historique, Colmán Már étant une invention généalogique postérieure. Il existe des mentions de Colmán Bec dans les  chroniques d'Irlande, mais en ce qui concerne Colmán Már seule sa mort putative est relevée.

## Contexte historique
Selon la tradition développée dans les généalogies pseudo historiques, Diarmait mac Cerbaill a trois fils connus, deux d'entre eux sont dénommés Colmán. La mère de Colmán Bec est considérée comme étant Brea, issue des Conmaicne, un peuple du Connacht. La mère de Colmán Már, Eithne, serait la fille de Brénainn Dall issu de ces mêmes Conmaicne. D'autres sources indiquent qu'Eithne est aussi la femme du fils de Diarmait Áed Sláine, tandis que d'autres précisent qu'elle est également l'épouse du fils d'Áed Blathmac.
Les deux Colmáns sont considérés comme les fondateurs de dynasties postérieures ː 
- Colmán Már, à qui les généalogistes donnent plusieurs fils; Senchán (mort en 593/4), Suibne (mort en 600) et Fergus (mort en 618) et Óengus (mort en 612); est l'ancêtre éponyme du  Clan Cholmáin, une dynastie qui domine les Uí Néill du sud à partir du VIIIe siècle jusqu'au XIe siècle comme roi de Mide et qui fournit plusieurs rois de Tara.
- Colmán Bec est considéré comme l'ancêtre de la dynastie secondaire du Clann Cholmáin Bic, dite ensuite Caille Follamain, issue de son fils  Óengus[3].

La seule trace de Colmán Már dans les annales est la mention de sa mort dans la décennie 550. De nombreuses difficultés apparaissent dans la chronologie avec la mort de Colmán Már par rapport au floruit de ses fils et frères supposés, avec la première forme de son nom latinisé, et avec les autres entrées des annales. Ailbhe Mac Shamhráin conclut ... Colmán Már est une figure fantomatique et doit être considéré comme une création, artificielle.... Il a été avancé que Colmán Már a été ajouté aux généalogies à l'époque de  Domnall Midi (mort en 763).
La première mention de Colmán Bec dans les annales se trouve dans la décennie 560, quand il est relevé qu'il entreprend une expédition à Iardoman, interprété  comme Seil et Islay, mais certains estiment que cela désigne les Hébrides intérieures, le plus souvent aux côtés de Conall mac Comgaill.
Dans la décennie 570, les annales notent la défaite de Colmán Bec lors d'une bataille à « Femen ». Quelques sources précisent qu'il est vaincu par  Coirpre Cromm mac Crimthainn, connu comme souverain régional du  Munster. Il y a au moins deux endroits connus nommé Femen, l'un près de la  colline de Tara, l'autre près de Cashel. Plusieurs historiens ont supposé que cette bataille concernait en fait un différend interne aux Uí Néill.
La dernière mention de Colmán Bec dans les sources historiques se trouve dans la décennie 580, à l'année 586 ou 587. En 586, les annales rapportent le meurtre de  Báetán mac Ninnedo, qui est considéré comme un Ard ri Erenn, « selon un plan de Colmán Bec », par Cuiméne le fils de Colman et un parent du même nom, petit-fils du frère de Diarmait; Illand. L'année suivante on relève la mort de Colmán Bec, en combattant contre  Áed mac Ainmerech, dans un lieu inconnu nommé Belach Dathí.

## Sources
- (en) Francis John Byrne,. (2001), Irish Kings and High-Kings (2nd ed.), Dublin: Four Courts Press,  (ISBN 978-1-85182-196-9)
- (en) Anne Connon, « Prosopography II: A Prosopography of the Early Queens of Tara », dans Edel Bhreathnach, The Kingship and Landscape of Tara, Dublin: Four Courts Press, p. 225–327,  (ISBN 1-85182-954-7)
- (en) Charles-Edwards, T. M. (2000), Early Christian Ireland, Cambridge: Cambridge University Press,  (ISBN 0-521-36395-0)
- (en) Anne Connon, « Prosopography II: A Prosopography of the Early Queens of Tara », dans Edel Bhreathnach, The Kingship and Landscape of Tara, Dublin: Four Courts Press, p. 159–224,  (ISBN 1-85182-954-7)
- (en) Ailbhe Mac Shamhráin,  (2000), « Nebulae discutiuntur? The emergence of Clann Cholmáin sixth-eighth centuries », dans Alfred P Smyth, ., Seanchas: Studies in Early and Medieval Irish Archaeology, History and Literature in Honour of Francis J. Byrne, Dublin: Four Courts Press, p. 83–97,  (ISBN 1-85182-489-8)
- (en) Ailbhe Mac Shamhráin, ; Paul Byrne, « Prosopography I: Kings named in Baile Chuinn Chétchathaig and the Airgíalla Charter Poem », dans Edel Bhreathnach, The Kingship and Landscape of Tara, Dublin: Four Courts Press, p. 225–327,  (ISBN 1-85182-954-7)
- (en) Bart Jaski, Genealogical tables of medieval Irish royal dynasties, Dublin, Four Courts Press, 2013 (ISBN 9781846824265), p. 100 Tableau-21. Clann Cholmáin, Caille Follamain

## Source de la traduction
- (en) Cet article est partiellement ou en totalité issu de l’article de Wikipédia en anglais intitulé « Colmán Bec » (voir la liste des auteurs).